# Paraphidippus trimaculata
Paraphidippus trimaculata är en spindelart som först beskrevs av Banks 1898.  Paraphidippus trimaculata ingår i släktet Paraphidippus och familjen hoppspindlar. Inga underarter finns listade i Catalogue of Life.